# Яхнин, Олег Юрьевич
Оле́г Ю́рьевич Яхни́н (род. 20 июня 1945) — советский и российский художник, мастер живописи, станковой и книжной графики. Заслуженный художник Российской Федерации (2003).

## Биография
Олег Юрьевич Яхнин родился в 1945 году в городе Лесозаводске Приморского края.
В 1966 году окончил Владивостокское художественное училище. В 1972 году окончил Институт живописи, скульптуры и архитектуры им. И. Е. Репина Академии Художеств СССР (г. Ленинград).
Олег Яхнин — признанный мастер живописи, станковой и книжной графики, Заслуженный художник России (2003), академик Российской Академии Естественных Наук, член Санкт — Петербургской Академии современного искусства. Создатель и президент клуба литографии «Лито — клуб — коллекция» (1990—1994). Директор программ по изобразительному искусству Международного фестиваля искусств «От авангарда до наших дней» (1993—2007). Автор проекта и председатель оргкомитета "Международной Биеннале Графики в Санкт-Петербурге (БИН) — 2002, 2004, 2006, 2008. Автор проекта и руководитель «Международной Триеннале Графики в Санкт — Петербурге» (2011, 2014). Учредитель фонда развития графики «Современная графика», с 2013 года — фонда развития графики «Искусство графики». Автор выставочного проекта «Надежда» (2003, 2004, 2005, 2006, 2007, 2008, 2009, 2010, 2011, 2013). Художественный руководитель «Международного фестиваля графики» (2005, 2006, 2007, 2008). Преподаватель на факультете графики Художественного института живописи, скульптуры и архитектуры им. И. Е. Репина Академии Художеств СССР (1986—1989). Художественный редактор журнала творческих союзов Ленинграда «Искусство Ленинграда» (1989—1991). Главный художник издательства «Библиотека Звезды» (1992—1994). Заведующий кафедрой графики, профессор в Санкт-Петербургском институте декоративно-прикладного искусства (1998—2016). Член Правления Санкт-Петербургской организации Союза художников, председатель комиссии по работе с молодыми художниками. Член графической комиссии Союза Художников России.
Почётный профессор Кыргызского Государственного Университета строительства, транспорта и архитектуры (г. Бишкек), Почётный профессор Нанкинского художественного института «Сяочжуан» (Китай), Почётный профессор Пекинского университета (2012—2017).
Награждён государственной наградой — медаль «За трудовое отличие» (1986). Лауреат смотров-конкурсов творческой молодёжи (1973, 1978), Лауреат смотра-конкурса произведений литературы и искусства Ленинграда (1980, 1982), диплом Академии Художеств СССР, дипломы Союза Художников СССР, Союза Художников России. Советом общественных организаций (Человек года — 2008), Российской Академией Естественных наук (почётное звание и знак "Рыцарь науки и искусств), (Личность Петербурга), Российским союзом работников культуры (За заслуги в культуре и искусстве). Благодарность президента России — (За заслуги в развитии отечественной культуры и искусства, многолетнюю и плодотворную деятельность — 2020).
С 1972 по 2020 г. Олег Яхнин принимал участие в 687 выставках в России и за рубежом.
За годы творческой работы состоялось 90 персональных выставок художника в Санкт-Петербурге, Москве, Екатеринбурге, Хабаровске, Владивостоке, Комсомольске на Амуре, Петропавловске Камчатском, Красноярске, Южно — Сахалинске, Магнитогорске, Вологде, Твери, Великом Новгороде, Кургане, Салехарде, Ноябрьске, Чайковском, а также в Германии, Финляндии, Франции, Китае, Италии, Польше, Израиле, Латвии, Киргизии, Беларуси.
Произведения художника находятся в Государственной Третьяковской галерее, Государственном Русском музее, ГМИИ им. А. С. Пушкина, Эрмитаже, Российской национальной библиотеке, Музее современного искусства (Манеж) Санкт-Петербург, Государственном музее политической истории (Санкт-Петербург), Музее истории Петербурга, Всероссийском Музее им. А. С. Пушкина (Санкт-Петербург), Музее-квартире Ф. М. Достоевского (Санкт-Петербург), Музее Истории Религии (Санкт-Петербург), Государственном Научно-Исследовательском Музее им. А. В. Щусева (Москва), Музее современных искусств им. С. П. Дягилева СПбГУ, Музее современного искусства, Сосновый Бор, Государственном Музейно-Выставочном Центре «Росизо» (Москва), в государственных музеях Хабаровска, Владивостока, Южно-Сахалинска, Комсомольска-на-Амуре, Петропавловска-Камчатского, Биробиджана, Томска, Новосибирска, Омска, Новокузнецка, Кемерово, Челябинска, Екатеринбурга, Вологды, Архангельска, Тулы, Калининграда, Астрахани, Рязани, Уфы, Магнитогорска, Казани, Чебоксар, Мурманска, Читы, Тюмени, Чайковского, Краснодара, Кургана, Кирова, Салехарда, Киришей.. В национальных музеях Германии, Великобритании, Египта, Киргизии, Китая, в музеях США, Нидерландов, Беларуси, Украины, в Библиотеке Государственного Эрмитажа, Российской Национальной Библиотеке (Санкт-Петербург), Библиотеке книжной графики (Санкт-Петербург), в национальных библиотеках Китая (Гонконг, Шанхай), США (Бостон), Латвии (Рига), и в частных коллекциях во многих странах мира.
Художник проиллюстрировал более 60 книг, среди которых произведения К. Чуковского, А. Линдгрен, М. Семёновой, Р. Грейвза, Ф. Горенштейна. Его иллюстрации к «Истории одного города» М. Е. Салтыкова-Щедрина, «Крошке Цахесу» Э. Т. А. Гофмана, «Войне с Ганнибалом» Тита Ливия, рассказам А. П. Чехова стали классикой книжной графики. Среди работ художника выделяется монументальный цикл иллюстраций к «Фаусту» И. В. Гёте, изданный в 2005 году, а также циклы иллюстраций к роману Кена Кизи «Над кукушкиным гнездом», к юбилейному изданию «Рассказы» А. П. Чехова, и юбилейному изданию Даниила Гранина в издательстве «Вита Нова». Художником созданы офорты к книгам «Славянские мифические существа», «Семь смертных грехов», «36 китайских стратагем». Сотрудничал с издательствами «Художественная литература» (Ленинград), «Детгиз» (Ленинград), «Детская литература» (Москва), «Малыш» (Москва), «Книга» (Москва), «Лениздат» (Ленинград), «Лимбус-пресс», «Вита Нова», в издательствах Владивостока, Хабаровска, Красноярска, Саратова, Воронежа, Екатеринбурга и других.
Художник сотрудничал с такими журналами, как «Аврора», «Нева», «Костёр», «Искорка», «Мурзилка» (Москва), «Енисей» (Красноярск), «Paris-Париж» (Париж).

## Проекты
- Учредитель фонда развития графики «Современная графика»(2003—2009) и Фонда развития и поддержки графики «Искусство графики» (2013)
- Автор выставочного проекта в Санкт — Петербурге «Восемь версий о России» (1993). Дворец Белосельских — Белозерских
- Автор проекта выставки петербургских художников в Версале (1994)
- Автор проекта выставки «Современная графика Санкт-Петербурга» в Южно-Сахалинске (2007). Художественный музей Южно — Сахалинска
- Автор проекта и руководитель выставки «Мастер и ученик» в Хельсинки (2000). Югенд зал
- Директор программ по изобразительному искусству Международного фестиваля искусств «От авангарда до наших дней» (1993—2007). Манеж, Выставочный центр Союза художников, Музей Анны Ахматовой, Залы Малой филармонии.
- Руководитель Международного Фестиваля Графики (2004—2007). Выставочный центр Союза художников
- Автор проекта и руководитель Международной Биеннале Графики в Санкт-Петербурге (2002—2008). Центральный выставочный зал «Манеж», Выставочный центр Союза художников
- Автор проекта и руководитель Международной Триеннале Графики в Санкт-Петербурге (2011 — Центральный выставочный зал «Манеж», 2014 — все залы Выставочного Центра Союза Художников СПБ, 2017 — Музей-усадьба Д. Г. Державина, Всероссийского Музея А. С. Пушкина. СПб) и проекта «Гении и шедевры»(2011). Центральный выставочный зал «Манеж»
- Автор проекта и руководитель выставки молодых художников «Надежда» (2003—2011). Выставочный центр Союза художников
- Создатель, совместно с Дружининой Е. М., Музея графики с творческими печатными мастерскими в Санкт-Петербурге (2018)

## Награды и звания
- Заслуженный художник Российской Федерации (22 ноября 2003 года) — за заслуги в области искусства[11].
- Благодарность Президента Российской Федерации (25 января 2020 года) — за заслуги в развитии отечественной культуры и искусства, многолетнюю плодотворную деятельность[12].

## Интервью
- «Сегодня В Санкт-Петербурге». Петербургский художник Олег Яхнин отмечает 50-летие творческой карьеры / НТВ. Корреспондент Лана Конокотина. 19 января 2024.

## Книжная иллюстрация
- Александровский В. «Рядовой Кошкин». Хабаровское книжное издательство, 1971
- Шагурин Н. «Тайна декабриста». Красноярское книжное издательство, 1974
- Александровская. «Далеко в заснеженной Сибири». Красноярское книжное издательство, 1974
- Солнцев Р. «Твои четырнадцать шагов». Красноярское книжное издательство, 1974
- Нонин Э. «Весёлый осёл». Красноярское книжное издательство, 1976
- Миксон И. «Человек, который…». Л., «Детская литература», 1989
- Семёнова М. «Лебеди улетают.» Л., «Детская литература», 1989
- Островой С. «Цыгане». М.: «Книга», 1986
- Чехов А. «Рассказы». Приморское книжное издательство, 1982
- Губанов П. «Путь в колу». Л.: «Детская литература», 1985
- Десятсков С. «Персонных дел мастер». Л.: «Лениздат», 1987
- Чуковский К. «Тараканище». Л.: «Лениздат», 1987
- «Кот, козёл да баран» сказка. Л.: «Лениздат», 1988
- Салтыков — Щедрин М. Е. «История одного города». М.: «Детская литература»
- «Испанская новелла золотого века». Л.: «Художественная литература», 1988
- Майн Рид. «Оцеолла вождь семинолов». Саратовское книжное издательство, 1989
- Зощенко М. «Рассказы». Саратовское книжное издательство, 1989
- Гофман Э.Т.А. «Крошка Цахес по прозванию Циннобер». Л.: «Художественная литература». 1990
- Р. Грейвз. «Я.Клавдий». Л.: «Художественная литература», 1990
- Ремарк Э. М. «На западном фронте без перемен» и «Время жить и время умирать». Свердловск: Средне-уральское книжное издательство, 1992
- «Девица Хонхинур» Бурятская сказка. М.: Издательство «Малыш», 1992
- Горенштейн Ф. «Чок-Чок». Л.: «Библиотека звезды», 1992
- Булкин Е. «Лука Мудищев». Л.: «Библиотека Звезды», 1992
- Салмон Л. «Веер». Л.: Издательство «Лимбус пресс», 1992
- Семёнова М. «Пелко и волки». СПБ., Л.: «Лениздат», 1992
- Линдгрен А. «Собрание сочинений» «Пиппи длинный чулок и другие», том 1. Л.: Издательство «Библиотека Звезды», 1992
- Десятсков С. «Персонных дел мастер». Дополненное переиздание. Л.: Издательство «Лениздат», 1992
- Кварп Н., Спилейн И. «Три романа о мафии». Л.: Издательство «Библиотека Звезды». 1992
- Кузнецов Дмитрий. «Рассказы». СПБ.: Издательство «Контур», 1993
- Эксквемелин А. «Пираты Америки». СПБ.: Издательство «Эпоха», 1993
- «Русский смехоэротический фольклор». Л.: Издательство «Библиотека Звезды», 1994
- Штемлер И. «Взгляни на дом свой, путник». СПБ.: Издательство «Комета», 1994
- Заходер Б. «Мохнатая азбука». СПБ.: Издательство «Литера», 1995
- Кузнецов Д. «Сердце у всех стучит слева». СПБ.: Издательство Технического университета, 1996
- Тит Ливий «Война с Ганнибалом». СПБ.: Издательство «Лимбус пресс», 1996
- «Приключения железного человечка». М.: «Малыш», 1996
- Воробьёв И. «Ноктюрн». СПБ.: Издательство «Астра Люкс», 1998
- Генкин А. «Мы не стареем». СПБ.: Издательство «Белый шар», 2003
- Гёте В. «Фауст». СПБ.: Издательство «Имена», 2005 (Впервые опубликованный перевод Константина Иванова, сделанный в 1918 г. Издание осуществлено при поддержке «Российских железных дорог»).
- Кен Кизи. «Над кукушкиным гнездом». СПБ.: Издательство «Вита Нова», 2006
- А. Етоев. «Правило левой ноги». СПБ.: «Детгиз», 2007
- Гранин Д. «Юбилейное собрание сочинений», 5 том. СПБ.: Издательство «Вита Нова», 2009
- Чехов А. П. «Рассказы». СПБ.: Издательство «Вита Нова», 2010
- «Славянские мифические существа» Уникальная книга ручной печати. СПБ.: Издательство «Ручная печать», 2012
- «Китайские стратагемы» СПБ. Уникальная книга ручной печати. СПБ.: Издательство «Редкая книга», 2017
- «Семь смертных грехов». Уникальная книга ручной печати. Собственное издание. 2014
- С. Эпштейн. «Распахнутое в прошлое окно». Фонд «Искусство графики». СПБ., 2017